# Максимов Володимир Васильович
Максимов Володимир Васильович — (27 липня 1880, Петербург — 23 березня 1937, Ленінград) — російський і радянський актор. Заслужений артист РРФСР (1925).

## З життєпису
Справжнє прізвище — Самусь. Грав у трупі українського режисера М. Синельникова, в театрах Москви і Ленінграду.
Працював в кінокомпанії Дмитра Харитонова. У зв'язку з репресіями більшовиків у червні 1918 року разом із трупою Харитонова переїхав до Одеси, знімався в фільмах разом з Вірою Холодною.

## Фільмографія
- «Енвер-паша — зрадник Туреччини» (1914),
- «Заради щастя» (1916, реж. П. Чардинін)
- «Блукаючі вогні» (1917, реж. П. Чардинін)
- «Як вони брешуть» (1917, реж. В. Вісковський)
- «На вівтар краси» (1917, реж. П. Чардинін)
- «Біля каміну» (1917 та «Забудь про камін, у ньому погасли вогні» (1917, реж. П. Чардинін (друга серія «Біля каміну» поставлена Чардиніним у Харкові в театрі «Ампір»)
- «Живий труп» (1918, реж. Ч. Сабінський)
- «Мовчи, сум, мовчи» (1918, реж. П. Чардинін, Ч. Сабінський та В. Вісковський)
- «Жінка, яка винайшла любов» (1918, реж. В. Вісковський)
- «Декабристи» (1926) та ін.

Знявся в українських фільмах: «Мовчи, сум, мовчи» (1918), «Слюсар і канцлер» (1924, Франк Фрей), «Останній порт» (1933).